# Adelognathus nigriceps
Adelognathus nigriceps är en stekelart som beskrevs av Thomson 1888. Adelognathus nigriceps ingår i släktet Adelognathus och familjen brokparasitsteklar. Arten är reproducerande i Sverige. Inga underarter finns listade i Catalogue of Life.